# دومینیک بیژوتا
دومینیک بیژوتا (فرانسوی: Dominique Bijotat‎؛ زادهٔ ۳ ژانویهٔ ۱۹۶۱) بازیکن سابق و مربی فوتبال اهل فرانسه است.
از باشگاه‌هایی که در آن بازی کرده‌است می‌توان به باشگاه فوتبال بوردو و باشگاه فوتبال موناکو اشاره کرد.